# Musée de l'Indien
Le Musée de l'Indien (en portugais : Museu do Índio) est un musée situé à Rio de Janeiro, au Brésil. Il est consacré aux cultures indigènes. Il dépend de la Fondation nationale de l'Indien (FUNAI).

## Histoire
Le musée est fondé par l'anthropologue Darcy Ribeiro le 19 avril 1953.
En 1977 il est transféré dans le quartier de Botafogo.